# Galacraspia stygialis
Galacraspia stygialis là một loài bướm đêm trong họ Noctuidae.